# US Open 2014 – dvouhra kvadruplegiků
Obhájcem titulu dvouhry kvadruplegiků na newyorském grandslamu US Open 2014 byl Jihoafričan Lucas Sithole, který nepostoupil ze základní skupiny.
Soutěž vyhrál Brit Andrew Lapthorne, který ve finále oplatil prohru ze základní fáze Američanovi Davidu Wagnerovi výsledkem 7–5 a 6–2. Na Grand Slamu si tak připsal premiérovou singlovou trofej.

## Pavouk
| Legenda                                                       |                                                                        |                                                   |
| - Q – kvalifikant - WC – divoká karta - LL – šťastný poražený | - Alt – náhradník - SE – zvláštní výjimka - PR/SR – žebříčková ochrana | - w/o – bez boje - r – skreč - d – diskvalifikace |

### Finále
| Finále |                  |   |   |  |
|        |                  |   |   |  |
|        |                  |   |   |  |
|        | David Wagner     | 5 | 2 |  |
|        | Andrew Lapthorne | 7 | 6 |  |

### Základní skupina
|  |                  | L Sithole     | D Wagner      | A Lapthorne | N Taylor  | Zápasy | Sety | Hry   | Pořadí |
|  | Lucas Sithole    |               | 7–5, 2–6, 6–3 | 2–6, 3–6    | 7– 5, 6–3 | 2–1    | 4–3  | 33–34 | 3.     |
|  | David Wagner     | 5–7, 6–2, 3–6 |               | 6–3, 6–1    | 6–0, 6–0  | 2–1    | 5–2  | 38–19 | 1.     |
|  | Andrew Lapthorne | 6–2, 6–3      | 3–6, 1–6      |             | 6–4, 6–3  | 2–1    | 4–2  | 28–24 | 2.     |
|  | Nick Taylor      | 5–7, 3–6      | 0–6, 0–6      | 4–6, 3–6    |           | 0–3    | 0–6  | 15–37 | 4.     |